# Ferdinand Johann von Olivier

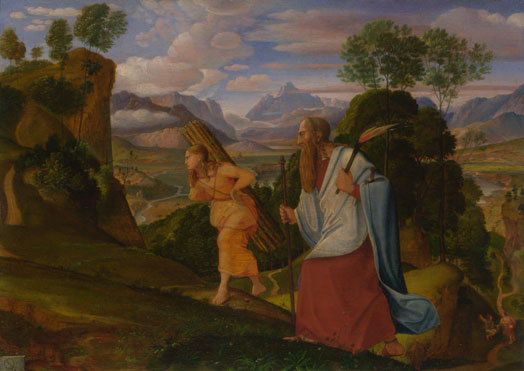
Abraham e Isaac - por Ferdinand Olivier

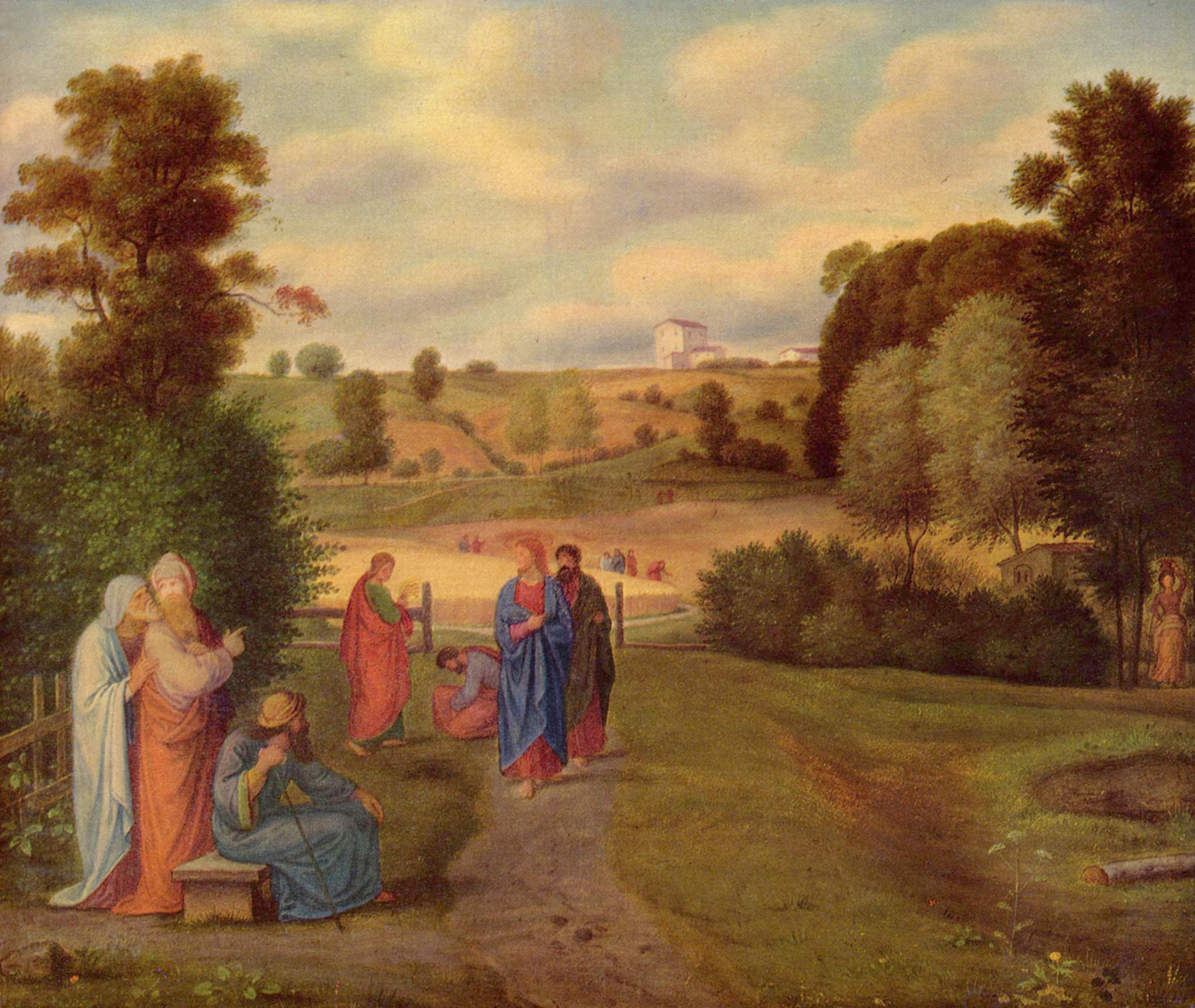
Jesús y sus discípulos - por Ferdinad Olivier

Ferdinand Johann von Olivier (Dessau, 1 de abril de 1785 - Múnich, 11 de febrero de 1841) fue un pintor, dibujante, grabador y litógrafo del romanticismo alemán, integrante del grupo de los nazarenos.

## Biografía
Ferdinand Johann von Olivier nació del matrimonio del profesor Ferdinand Olivier y la cantante de ópera Louise Niedhart. Como sus hermanos, los pintores Friedrich Olivier y Heinrich Olivier, sus primeros estudios de arte los realizó con Carl Wilhelm Kolbe y con Johann Christian Haldenwang. Viajó a Berlín para estudiar la técnica de la xilografía con Johann Friedrich Unger. Entre los años 1804 y 1805, con su hermano Heindrich, se establece en Dresde, donde su aprendizaje continúa con el copiado de obras de Claude Lorrain y Jacob van Ruisdael. Fue discípulo de Jakob Wilhelm Mechau y de Carl Ludwig Kaaz. Por su relación con el pintor y escritor Friedrich August von Klinkowström conoció a Caspar David Friedrich y a Philipp Otto Runge.
Hacia 1807, durante las Guerras Napoleónicas y la entrada de Napoleón en Berlín, Ferdinand fue alistado y, por recomendaciones que logró, se trasladó a París, en donde permaneció hasta 1810. En ese año, viajó con su hermano Friedrich a las montañas de Harz, donde comienza a pintar paisajes. 
En 1811, viajó a Dresde y a Viena, donde conoció al pintor romántico Joseph Anton Koch. Al año siguiente, en 1812, se casó con una viuda, madre de tres hijos, Margaret Heller. Estando en Viena, se despertó en él un sentimiento religioso que lo llevó a profundizar en sus creencias religiosas.
Durante su estadía en Viena, su estudio se convirtió en un centro de reuniones con los artistas nazarenos y el grupo que rodeaba a August Wilhelm Schlegel. Formó parte del gremio de San Lucas, grupo formado por Friedrich Overbeck y Franz Pforr con el objetivo de restablecer los valores espirituales de la pintura del prerrenacimiento, rompiendo con el neoclasicismo. A esta asociación de artistas se le conocería, más adelante, como nazarenos.
Cuando se produce la derrota de Napoleón, Ferdinand viajó, en compañía de Philipp Veit a través de Salzburgo. Este viaje y otro posterior, junto a varios artistas, haría de la región una de las favoritas de la pintura de paisajes alemanes. En 1830 se radicó en Múnich y fue nombrado profesor de historia del arte en la Real Academia de Bellas Artes de Múnich en 1833, hasta su muerte en 1841.

## Obra
Sus obras tienen las características propias del romanticismo alemán, en especial, del grupo de los nazarenos, en el cual se le incluye. Los temas dominantes en sus pinturas son las escenas religiosas y los paisajes. Su estilo tiene influencias de Caspar David Friedrich, Philipp Otto Runge y  Joseph Anton Koch.